# Dory

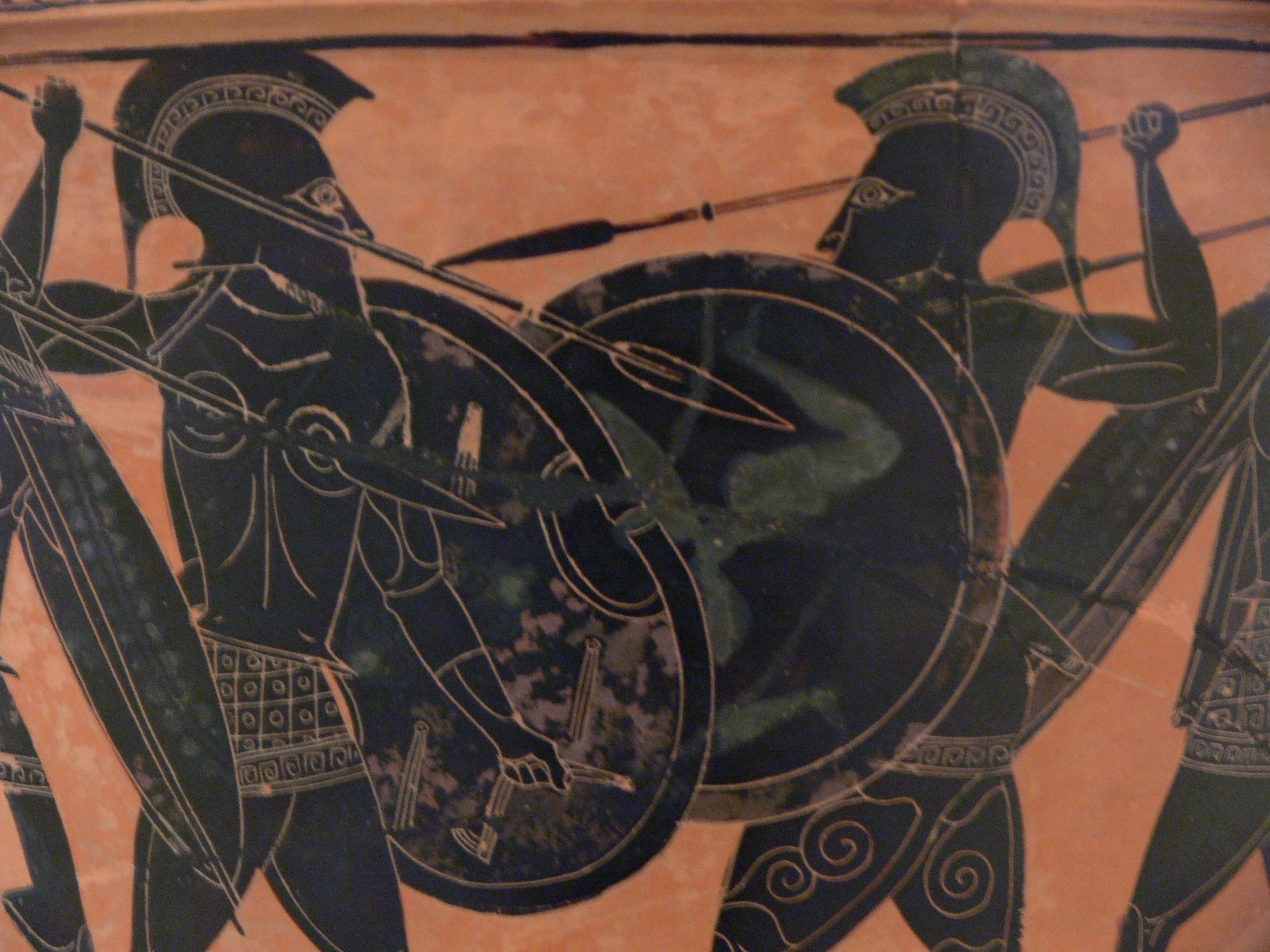
Hoplitas luchando con sus dorus

Dory o Doru (Griego: δόρυ) era un tipo de lanza. Pese a su forma aerodinámica, era demasiado pesada para ser arrojada como una jabalina.
Suponía el arma principal del hoplita y estaba compuesta por una pértiga de madera de dos metros y medio de largo, rematada por una fina punta de metal afilada en un extremo y un contrapeso en el otro, también provisto de punta para rematar al enemigo caído en el suelo.